# Metalectra picta
Metalectra picta là một loài bướm đêm trong họ Erebidae.